# Niels Henrik Lund Larsen
Niels Henrik Lund Larsen (født 29. oktober 1939 i Nakskov) er en dansk forhenværende dommer ved Retten i Odense.

## Karriere
Niels Henrik Lund Larsen er født på Nakskov Sygehus og opvokset i Nakskov. Hans mor var danselærer Ebba Lund og hans far modehandler Lars Erik Larsen. Niels gik på Nakskov Byskole og siden på Nakskov Kommunale Gymnasium, hvorfra han blev student i 1958.
Han blev cand.jur. i 1963  og havde siden en karriere som dommerfuldmægtig forskellige steder og sekretær i Justitsministeriet. 1977-1978 var han konstitueret dommer i Østre Landsret, hvorefter han i 1980 blev dommer ved Retten i Odense - et job, han bestred indtil 2005.
Efter sin pensionering kastede Larsen sig over slægtsforskning og fortalte til Fyens Stiftstidende, at han nedstammede fra en kendt smuglerslægt, der huserede på Ærø i 1600-tallet.

## Privatliv
Niels Henrik Lund Larsen blev i 1961 gift med ergoterapeut Birte Lund Larsen, der også var nakskovit.

## Andet
Larsen er optaget i Kraks Blå Bog.